# Fitotoksin
Fitotoksini so spojine s toksičnim delovanjem na rastline. Izločajo jih nekatere rastline same, da zavrejo ali preprečijo rast drugih rastlin v bližini, s čimer si zagotovijo večji življenjski prostor. Drugi fitotoksini so sintetični.
V vojaštvu se uporabljajo proti različnim vrstam vegetacije, predvsem z namenom, da se nasprotniku onemogoči uporabo naravnih sredstev maskiranja. Ločimo herbicide in defoliante. Herbicidi so namenjeni za uničevanje celotne rastline, defolianti pa so kemične spojine, ki povzročajo odpadanje listja z rastlin, ne da bi pri tem uničili steblo ali plodove rastline. Uporabljajo se v obliki aerosolov s škropljenjem iz letal. Listje odpade z dreves v nekaj tednih po škropljenju.